# Tolyphus jankovskii
Tolyphus jankovskii là một loài bọ cánh cứng trong họ Phalacridae. Loài này được Skopin miêu tả khoa học năm 1951.